# Холјок (Колорадо)
Холјок (енгл. Holyoke) град је у америчкој савезној држави Колорадо.

## Демографија
По попису из 2010. године број становника је 2.313, што је 52 (2,3%) становника више него 2000. године.
| Група             | 2000.         | 2010.         |
| Белци             | 1.760 (77,8%) | 1.584 (68,5%) |
| Афроамериканци    | 1 (0,0%)      | 14 (0,6%)     |
| Азијати           | 13 (0,6%)     | 21 (0,9%)     |
| Хиспаноамериканци | 461 (20,4%)   | 678 (29,3%)   |
| Укупно            | 2.261         | 2.313         |